# 末日救未來
《彗星撞地球》（英語：Deep Impact）是一部美国科幻灾难电影。由派拉蒙电影公司和梦工场于1998年5月8日发行。由米米·利达（Mimi Leder）执导，勞勃·杜瓦和蒂雅·李欧妮主演。

## 情节概要
年仅14岁的天文爱好者莱奥·毕德曼（Leo Biederman）无意中发现了一颗未知的彗星，后来这颗彗星以他的名字命名为“毕德曼彗星”。但是科学家们很快就发现它将要直接撞击地球，并引起毁灭性灾难。 
电视主持人珍妮·莱纳（Jenny Lerner）在报道导致财政部长下台的性丑闻时，无意中发现了彗星撞地球的消息。总统要求珍妮将此秘密保守两天。
两天后，总统在记者招待会上，宣布将派一支经过特殊训练的宇航员，到太空去炸毁撞向地球的彗星。
前著名宇航员坦纳（Capt. Spurgeon "Fish" Tanner ）授命，率领五名宇航员乘美、俄联合制造的“弥赛亚”号飞船登上彗星。并在之上设置核弹，凭借爆炸的力量使彗星转向，以避免地球灾难的发生。但是因为对彗星结构分析的不足，核爆使彗星分成大小两块仍旧朝地球飞去，“弥塞亚”号则在行动失败后与指挥部失去了联系。
随着彗星与地球的距离越来越近，人类已无法改变彗星撞击地球的命运。地球虽不致因为撞击而消失，但是地球的生命系统将被摧毁。接下来的日子裡，人人面临着生存的考验，地球上陷入一片混乱。美国政府为了以防万一，特意建造了一个如同诺亚方舟的地下掩体，用来保存物种并延续人类文明。
撞击的日子终于到来了，较小的一块彗星以高速撞进了大西洋，纽约、波士顿、费城等地被海啸引起的巨浪所吞没。
值得庆幸的是，“弥赛亚”号飞船又与地球指挥所取得了联系，英勇的宇航员们毅然启动最后的核爆装置，衝向较大的一块彗星，彗星分解成无数小块化作一片壮丽的流星雨，地球终于获救。

## 主要演员表
| 演员                                | 角色                                  | 粤语配音 |
| ----------------------------------- | ------------------------------------- | -------- |
| 勞勃·杜瓦 Robert Duvall             | 船长司布真·坦纳 Capt. Spurgeon Tanner | 盧國權   |
| 蒂雅·李欧妮 Téa Leoni               | 珍妮·勒纳 Jenny Lerner                | 陸惠玲   |
| 伊莱贾·伍德 Elijah Wood             | 里奥·毕德曼 Leo Biederman             | 梁偉德   |
| 摩根·弗里曼 Morgan Freeman          | 总统汤姆·贝克 President Tom Beck      | 張炳強   |
| 瓦妮莎·雷德格瑞夫 Vanessa Redgrave  | 洛宾·勒纳 Robin Lerner                | 黃鳳英   |
| 马克西米利安·谢尔 Maximilian Schell | 杰森·勒纳 Jason Lerner                | 陳曙光   |
| 劳兰·因尼斯 Laura Innes             | 贝丝·斯坦利 Beth Stanley              | 盧素娟   |
| 布莱尔·安德伍德 Blair Underwood     | 宇航员马克·西蒙 Mark Simon, NASA      | 陳卓智   |

## 製作
主體拍攝於1997年6月16日開始，於洛杉矶進行製作。

## 票房和评价
这部电影预算为七千萬美元，首周票房达到了四千一百萬美元。北美票房总计一億四千萬美元，连同世界其他地区的兩億九百萬美元，使得全球票房总值高达三億五千萬美元。

## 題材類似的電影
《世界末日》（Armageddon）